# Kvinnherad
Kvinnherad es un municipio del condado de Hordaland, Noruega. La parroquia de Kvindherred se estableció como municipio el 1 de enero de 1838. Fjelberg, la mayoría de Varaldsøy y partes de Skånevik se fusionaron con Kvinnherad el 1 de enero de 1965.
Es el quinto municipio más poblado de Hordaland con 13 324 habitantes según el censo de 2015. El pueblo más grande es Husnes, con cerca de 6000 personas que viven en o cerca de la aldea.
Kvinnherad está situado en Sunnhordland, al sureste de la Hardangerfjord. En la parte meridional de Kvinnherad se encuentra el típico paisaje de los fiordos del oeste de Noruega.

## Información general

### Nombre
El nórdico antiguo forma de que el nombre era Kvinnaherað. El primer elemento es derivado de tvinnr que significa «doble», refiriéndose a los dos ríos que atraviesan Rosendal, el centro administrativo del municipio. El último elemento es herað que significa «distrito» o «municipio».
El nombre del municipio ha sido escrito de varias maneras. Antes de 1889, el nombre fue escrito Quindherred, y luego desde 1889 hasta 1917 fue escrito Kvinnherred, y desde 1918 se ha escrito Kvinnherad.

### Escudo de armas
El escudo de armas es de los tiempos modernos. Se les concedió el 18 de junio de 1982. Los brazos simbolizan los muchos arroyos y ríos en el municipio, especialmente el Hattebergselvi y el Melselvi, que se unen justo antes de correr hacia el mar por Rosendal.

### Los medios locales
Kvinnherad tiene dos periódicos locales, Kvinnheringen y Grenda , así como un canal de televisión local llamado TV Sydvest.

## Industria
La industria de Kvinnherad se basa en los recursos hídricos, ricos dentro de sus fronteras. Entre ellos, la producción de electricidad, la producción de aluminio, pesca, la construcción naval y la producción de botes salvavidas tienen el agua como la base principal de la producción. Estas industrias se extienden por todo el municipio.

## Turismo y lugares de interés
Kvinnherad es un lugar turístico popular, y además de su paisaje, tiene varios lugares de interés para los turistas, la iglesia Kvinnherad, Bondhusbreen, el mural de envío en Høylandsbygd y Radiohola por mencionar algunos. Rosendal es el pueblo turístico de la zona, así como el centro administrativo del municipio. La atracción turística más grande de Kvinnherad también se encuentra aquí. También hay un museo llamado La Baronía, que ofrece información valiosa sobre un período importante de la historia de Noruega, el tiempo de la Unión con Dinamarca.

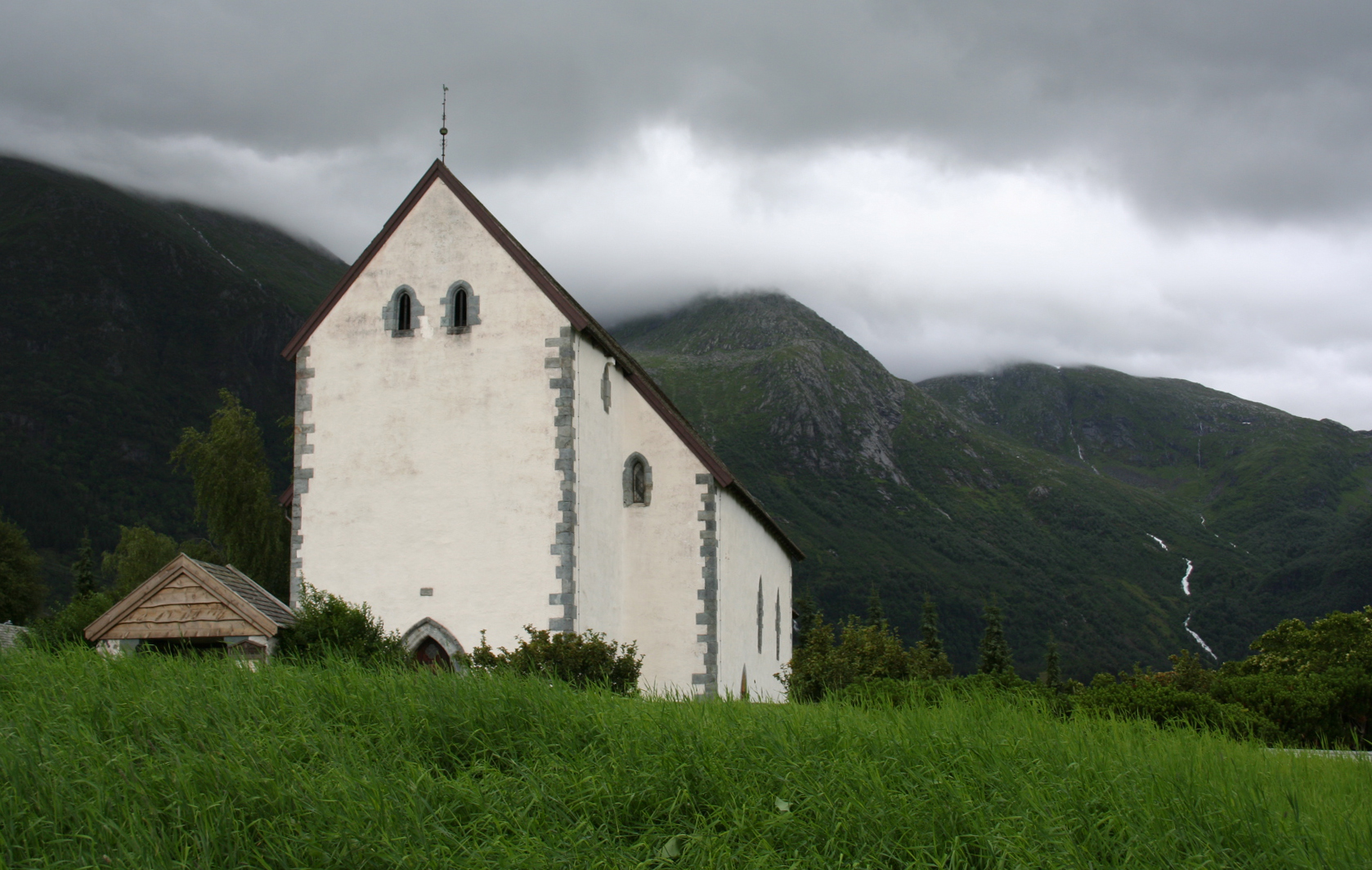
Iglesia de Kvinnherad en  Rosendal
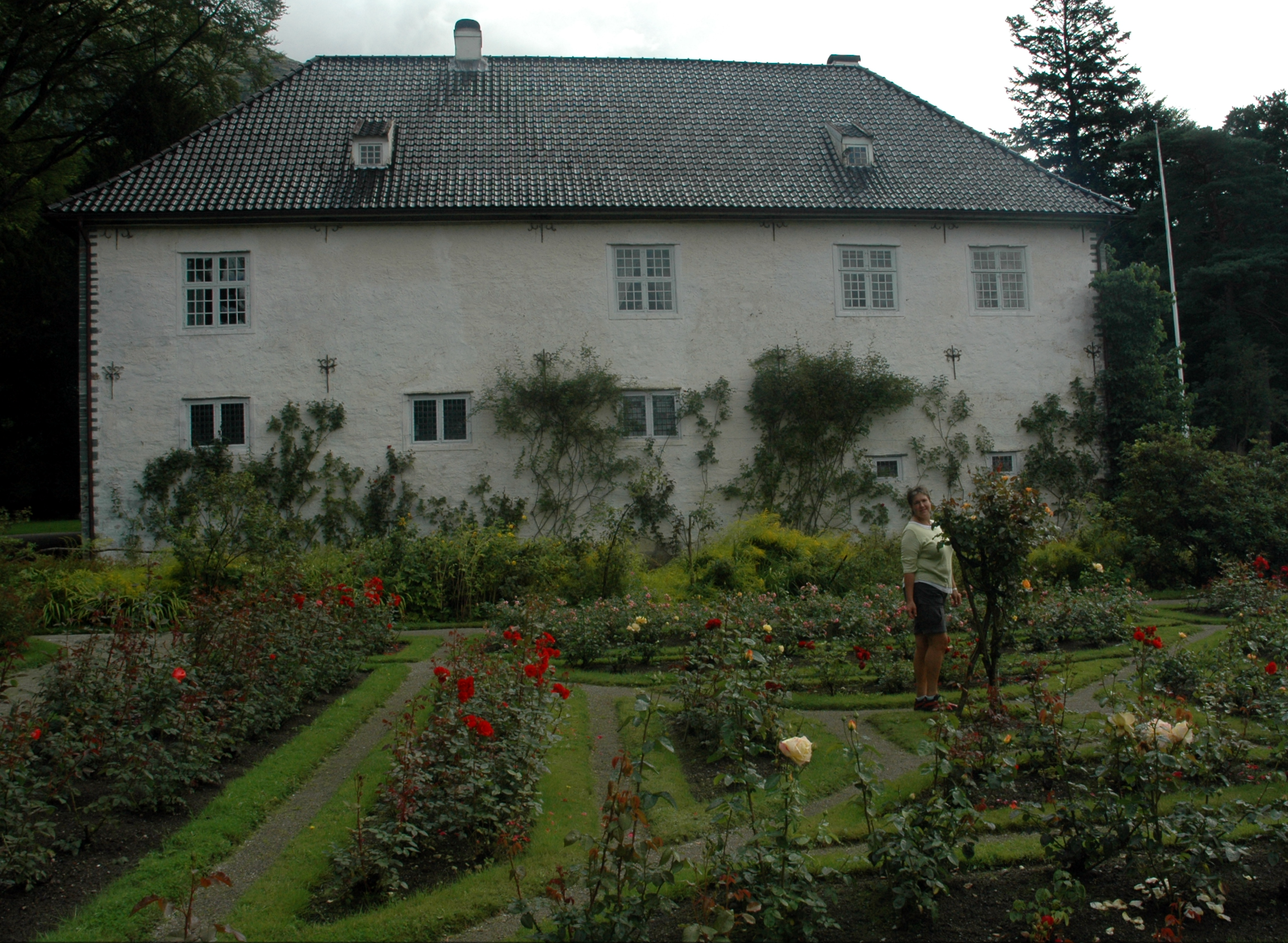
La Baronía
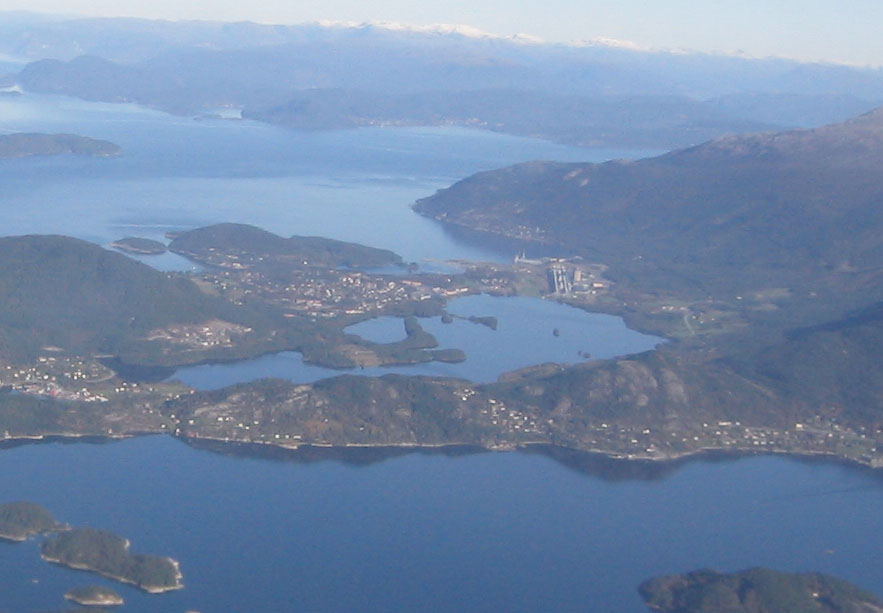
Husnes y el Hardangerfjord
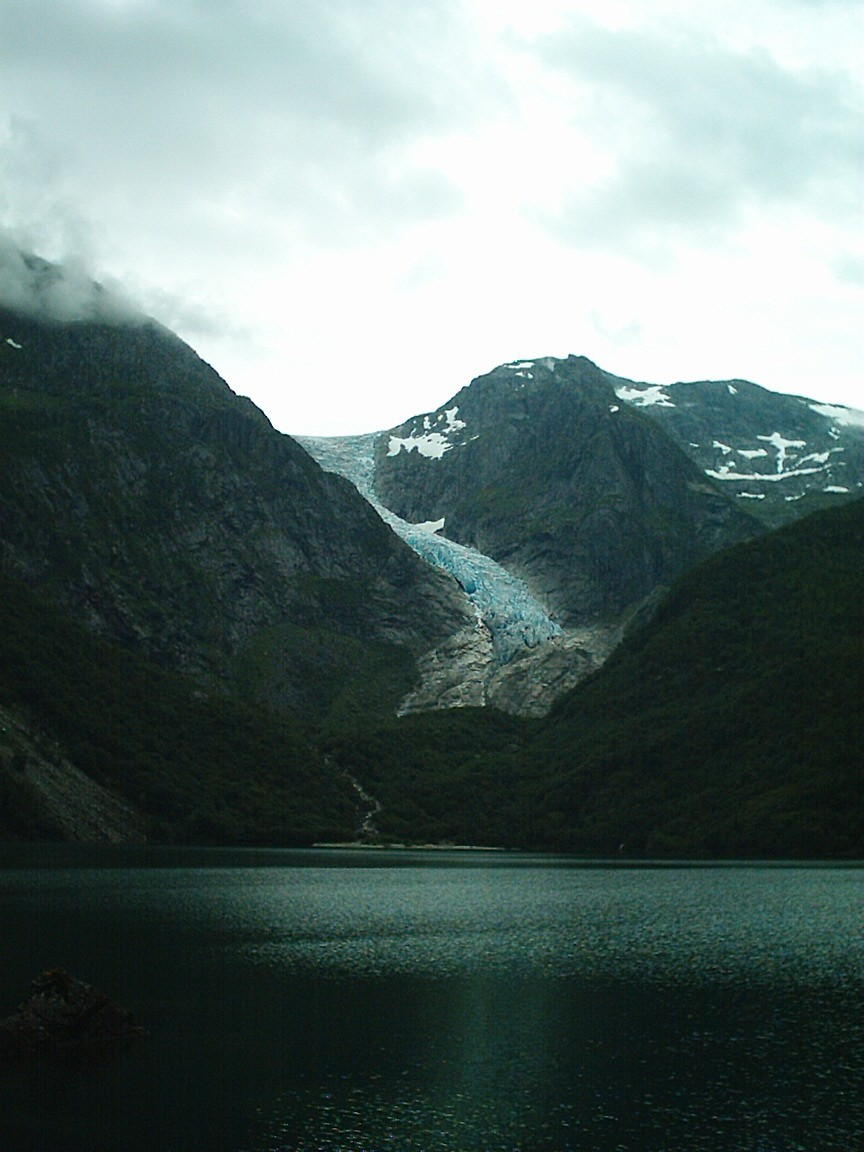
Glaciar de Bondhusbreen